# Travnik (mesto)
Občina Travnik, popis 1991.; skupaj: 70.747
Travnik, popis 1991.; skupaj: 19.041
Travnik je staro mesto in sedež istoimenske občine v Bosni in Hercegovini. 
Mesto Travnik z okoli 15.000 prebivalci leži v Federaciji Bosne in Hercegovine 
na nadmorski višini 514 mnm na južnem pobočju planine Vlašić na obeh bregovih reke Lašve, desnem pritoku Bosne, in stari cesti (sedaj del Vseevropskega cestnega omrežja E761), ki je povezovala dolino reke Vrbas s srednjo Bosno do okoli 90 km oddaljenega Sarajeva je eno najbolj slikovitih mest v Bosni. Po koncu 2. svetovne vojne so v bližini zgradili Novi Travnik.

## Zgodovina
Na bregovih Lašve so že Kelti, Iliri in Rimljani imeli svoja naselja in izpirali zlato. V zgodovinskih virih se Travnik prvič omenja leta 1463. V začetku 16. stoletja so mesto zavzeli Turki. Čeprav je bilo mesto od 17. stoletja skoraj dve stoletji sedež bosanskega vezirja in administrativno središče se Travnik ni razvil v veliko mesto. Pod turško trdnjavo zgrajeno leta 1503 stojijo stanovanjske zgradbe in stari trgovsko-obrtni del mesta (čaršija). Spomeniki iz tega obdobja so še danes dobro ohranjeni. Med temi spomeniki so najbolj znani Šarena džamija (imenovana Sulejmanija, zgrajena 1816), džamija Gazi age in nekaj grobnic v katerih so pokopani vezirji in druge pomembne osebnosti.
Iz časov vezirjev in diplomatsko-konzularnih predstavništev velikih sil (Avstrije in Francije) je življenje ter običaje v mestu in okolici opisal Ivo Andrić v delu Travniška kronika (COBISS)